# Pięknie płyniesz
«Pięknie płyniesz» (укр. Гарно плинеш) — сингл польського співака Давида Подсядла. Сингл був випущений 4 грудня 2024 року.
Композиція посіла 1 місце в списку OLiA, найчастіше відтворюваних пісень на польських радіостанціях. Запис отримав в Польщі статус золотого синглу, перевищивши кількість 25 тисяч проданих копій.

## Історія
Пісню написали та склали Давид Подсядло та Тобіас Кун, який також відповідає за виробництво твору.
Сингл вийшов у форматі цифрового завантаження 4 грудня 2024 року в Польщі через лейбл Pur Pur, який розповсюджує Sony Music Entertainment Poland. Пісня була записана для документального фільму «Давид Подсядло — Документальний» (2024) режисера Томаша Кніттела.

## Радіо
Запис посів 1 місце в рейтингу OLiA, найчастіше відтворюваних пісень на польських радіостанціях.

## Чарти
| Країна | Чарти (2024)             | Найвища позиція |
| ------ | ------------------------ | --------------- |
| Польща | Billboard Poland Songs   | 8               |
| Польща | OLiS – single w streamie | 7               |

| Країна | Чарти (2024-2025)              | Найвища позиція |
| ------ | ------------------------------ | --------------- |
| Польща | OLiS – oficjalna lista airplay | 1               |

## Сертифікати
| Країна | Сертифікат      | Продажі |
| ------ | --------------- | ------- |
| Польща | золота платівка | 25 000+ |